# Gallicchio
Gallicchio község (comune) Olaszország Basilicata régiójában, Potenza megyében.

## Fekvése
Egy, az Agri folyó völgyére néző domb tetején épült fel. Határai: Missanello, Guardia Perticara, Armento, San Martino d’Agri, San Chirico Raparo és Roccanova.

## Története
Az egykori települést (Gallichio Vetere) a 9. században a szaracénok elpusztították. Az elmenekült lakosság újraalapította a várost a Fosso dei Monaci (Szerzetesek sziklája) sziklán.

## Népessége
A népesség számának alakulása:

## Főbb látnivalói
- Santi Felice e Policarpo-templom
- Sant’Antonio-templom (19. század)
- San Giuseppe-templom (19. század)